# Момчил Степанов
Момчил Степанов Мясищев е български актьор и певец. Известен е главно с работата си като озвучаващ актьор в десетки филми, сериали и телевизионни предавания.

## Биография
Момчил Степанов е роден на 27 юли 1986 г. в Самоков.

### Ранен живот и образование
Правнук е на руския белогвардеец Степан Мясищев (емигрирал в България през 1918 г.) и Сесилия Рончети (най-малката дъщеря на семейство Рончети – лютиери в двора на княз Фердинанд).
Степанов живее в Самоков до 18-годишна възраст, където завършва средното си образование в гимназия „Константин Фотинов“. Първото му излизане на сцена е на 6-годишна възраст и оттогава тя е неразделна част от живота му. Започва да пее в училищен хор, когато е на 7 години, а на 10 години започва да свири на китара.
На 14 години става фронтмен на първата си рок-банда – „Инцидент“. Следват множество клубни и фестивални участия в София, Самоков, Ихтиман, Благоевград, Берковица (Беркрок), Рок-Предел, Рок в Рила и др. С „Инцидент“ Степанов прави и първия си професионален студиен запис – песента „Мечта“, (музика и текст: Ивайло Механджийски). Записът е осъществен в емблематичното по това време „Студио 33“ на Красимир Тодоров (пианист на Д2). Паралелно с това, Момчил става фронтмен на още една самоковска рок-банда – „Интегра“, с която участията в страната продължават.
Междувременно, когато е на 16 години, Степанов за първи път се докосва до театъра. Това става в училищно представление, което се играе на немски в град Бремен – Германия. Степанов изиграва главната мъжка роля в пиесата на Недялко Йорданов – „Вълкът срещу козата и трите ѝ козлета“.
Веднъж открил любовта си към театъра, Момчил се присъединява към любителския театрален състав в Самоков. 2 години по-късно е изправен пред дилемата къде да продължи образованието си – в Музикалната или Театралната академия в София. В крайна сметка избира НАТФИЗ „Кръстьо Сарафов“, където кандидатства през 2005 г. и е приет в класа на проф. Пламен Марков с асистент доц. Ивайло Христов.
През 2009 г. Степанов завършва актьорското си образование, но решава да продължи със следването си и записва едногодишната магистърска програма по Мениджмънт в сценичните изкуства, отново в НАТФИЗ.

### Професионална кариера
През 2010 г. играе в пиесата „Бременските музиканти“ с режисьор Венцислав Асенов в Театър София.
През септември 2011 г. се присъединява към екипа на Радио ФМ+ като водещ на сутрешното шоу „Кофеин“. Остава в радиото малко повече от година, до ноември 2012 г. От септември 2012 г. до септември 2014 г. е рекламен глас на М-Тел.

### Кариера на озвучаващ актьор
Степанов се занимава с озвучаване на реклами, филми и сериали от 2009 г. Първата му работа е по документален филм за Тутанкамон. Първият сериал с негово участие е италианската сапунена опера „Търговски център“ за bTV – 30 епизода от 90-и до 120-и. След него озвучава в турските сериали „Вярна на себе си“ и „Морска звезда“. През 2016 г. озвучава мексиканската теленовела „Не ме оставяй“. Първият му пълнометражен филм е „Като Майк“, който също е за bTV. Степанов е озвучил над хиляда документални филма за National Geographic, Discovery Channel, Viasat Explorer, Travel Chanel, IDextra и други, редица сериали, игрални и анимационни филми, както и песни към тях.
В края на 2013 г. озвучава главната мъжка роля във филма на Дисни „Замръзналото кралство“, а именно Кристоф. Няколко месеца по-късно е избран от 20th Century Fox Animation да изпее на български песента на папагала Роберто в „Рио 2“, изпълнена в оригинал от Бруно Марс.
През 2015 г. активно участва в анимационен проект, наречен „Златната ябълка“ и по идея на Димитър Петров. Самитя сюжет е свързан с българската митология. Сега се подготвя трейлър, с който ще се представи на международни конкурси и ще се търси финансиране за него.
От март 2016 до средата на 2018 г. е председател на Гилдията на актьорите, работещи в дублажа (ГАРД). По-късно бива наследен от Гергана Стоянова.

## Филмография
| Година      | Заглавие          | Роля                                  | Бележки                                                                   |
| ----------- | ----------------- | ------------------------------------- | ------------------------------------------------------------------------- |
| 2008        | Граф Монте Кристо | Младият Граф и Китаристът             | БНТ, филм                                                                 |
| 2009        | Забранена любов   | Китарист                              | Нова телевизия                                                            |
| 2010        | Печената тиква    | Архивар                               | реж. Йосиф Меламед, По едноименния разказ „Печената тиква“ на Елин Пелин. |
| 2011        | Стъклен дом       | Маркетинг експерт                     | bTV, сезон 2                                                              |
| 2013 – 2014 | Революция Z       | Веселин                               | bTV, второстепенна роля, сезони 2 – 4                                     |
| 2017        | Вездесъщият       | Клиент за реклама на Еврофутбол       |                                                                           |
| 2018        | Ангели            | Ангел (докторът)                      | главна роля, късометражен филм на Лъчезар Петров – TL MEDIA               |
| 2021        | Порталът          | Джорджо Струната (3-ти и 4-ти епизод) | БНТ 1                                                                     |
| 2021        | Бай Иван – Филмът | Шеф Петър (Пиер)                      |                                                                           |
| 2022        | Мен не ме мислете | Борислав                              |                                                                           |

## Актьор в музикални клипове
Б.Т.Р. – Среща

## Музикални проекти
В края на 2006 г., заедно с композитора и музикант Алекс Нушев, започват първия си съвместен музикален проект – поп-фънк групата „Pro.Feel“. През 2007 г. издават сингъла „Miss Funky“. С „Pro.Feel“ Момчил записва още няколко песни – „Отвлечен“ (по текст на актьора Иво Аръков), „Губя се с теб“, „Мога дори“, „What you need“. Групата съществува до 2011 г.
През 2007 г. е поканен да пее в дует с Деян Иванов – Di-Do, на юбилея на Митко Щерев във Велико Търново, както и в Зала 1 на НДК в София.
В края на 2013 г., Момчил става част от нов музкален проект, носещ името – „Funkastic“.
През 2014 г. Момчил е сред гост вокалистите в спектакъла на Нешка Робева – „Мистерията Еньовден“.
През същата година е част от третия сезон на музикалното риалити X-Factor. Той е в категория „25+“. Достига до „Къщите на съдиите“, където с изпълнението си на песента „Мой Свят“ на група Сленг, разплаква своя ментор Любо Киров.

## Аудио книги в Storytel
Момчил е част от създателите на аудио книги в Storytel Архив на оригинала от 2019-12-27 в Wayback Machine..
В тази платформа могат да се намерят световни произведения, прочетени от озвучаващи актьори и популярни личности.
Заглавията с негово участие са:
- Емил и тримата близнаци – автор: Ерих Кестнер
- Време на мъчения – автор: Джон Конъли
- Другият сън – автор: Владимир Полеганов
- Васко да Гама от село Рупча – автори: Братя Мормареви
- Балкански ритуал – автор: Георги Тенев
- Да прецакаш Дявола – автор: Наполеон Хил
- Коледен експрес – автор: Дейвид Балдачи
- Магическата стълба на успеха – автор: Наполеон Хил
- Бьорнстад – автор: Фредрик Бакман
- Граничен пост – автор: Дмитрий Глуховски
- Мебелираната стая – автор: О. Хенри
- Колекционерът – автор: Джон Фаулз (съвместно четене с Христина Ибришимова)
- Всяко мъртво нещо – автор: Джон Конъли
- Sapiens. Кратка история на човечеството – автор: Ювал Ноа Харари
- Братоубийците – автор: Никос Казандзакис

## Приказки за Маги и други деца
Около ситуацията с COVID-19, Момчил се самоизолира от семейството си, заради своите ангажименти и решава да се записва, като чете приказки за малката си дъщеричка. Той споделя клиповете с нея, както и създава специален плейлист за всички малчугани. Наречен е „Приказки за Маги и други деца“.

## Награди
На 6 юни 2014 г. получава грамота за своя принос като озвучител на американската 3D анимация „Замръзналото кралство“ в ролята на Кристоф. И другите му колеги получават такова лично признание за участието си в проекта. През април 2015 г. се включва в благотворителната кампания „Живот за Иво“.
През 2017 г. е номиниран за наградата „Икар“ в категория „най-добър дублаж“ (актьор) (тогава наричана „Златен глас“) за ролята на Клон в дублажа на „Тролчета“, за която е номиран с Петър Бонев за Принц Грисъл в същото заглавие и Стефан Сърчаджиев-Съра за Ам Гъл в поредицата „Хобит“. Печели Стефан Сърчаджиев-Съра. На 30 години, Степанов е най-младият номиниран за отличието.
През април 2018 получава наградата „Татко на годината 2017“ заедно с Тити Папазов, Ивайло Захариев, Красимир Георгиев и Младен Василев. Тя се присъжда на мъже, които подкрепят развитието, здравето, образованието и творческите стремежи на българските деца.
През 2020 г. получава втора номинация за „Икар“ в категория „най-добър дублаж“ (актьор). Този път за дублажа на Кристоф в „Замръзналото кралство“. Другите номинирани са Петър Бонев за Олаф в „Замръзналото кралство 2“ и Станислав Димитров за Дон Луис в „Шест сестри“. Наградата се връчва на Станислав Димитров.